# Corambis foeldvarii
Corambis foeldvarii là một loài nhện trong họ Salticidae.
Loài này thuộc chi Corambis. Corambis foeldvarii được Szüts miêu tả năm 2002.